# 京丹後市立宇川小学校
京丹後市立宇川小学校（きょうたんごしりつ うかわしょうがっこう）は、京都府京丹後市丹後町上野120にある公立小学校。
1975年（昭和50年）に丹後町立上宇川小学校・丹後町立下川小学校・丹後町立下宇川小学校袖志分校・丹後町立竹野小学校此代分校が統合され、丹後町立宇川小学校として開校した。2021年（令和3年）5月1日時点で6学級・児童数44人という小規模校であるが、地域と連携した様々な取り組みが全国的に高い評価を得ているとされる。

## 沿革

### 前身の学校

#### 上宇川小学校
学制発布前の上宇川には、平村に3、井谷村・遠下村・中野村・鞍内村にそれぞれ1の寺子屋があった。1874年（明治7年）6月22日、平・井上・中野・井谷・畑・此代を校区として、平学校（平校）の前身となる学校が開校した。同年には下宇川、間人、竹野にも学校が開校している。のちに校名を平学校に改称した。1876年（明治9年）には平学校の校区に遠下が加わり、1877年（明治10年）8月には校舎を平の常徳寺本堂に移転した。遠下が加わったことで児童数が増加したため、1878年（明治11年）には平村字下74番地に2階建校舎を新築した。
1888年（明治21年）10月には平学校が中野小字上縄手45番地に移転した。1889年（明治22年）には町村制によって竹野郡上宇川村が発足し、1890年（明治23年）には平学校が平尋常小学校に改称した。この際に鞍内に分教場が設置され、鞍内・三山・小脇・竹久僧を校区とした。1896年（明治29年）7月には三山・小脇・竹久僧を学区とする上宇川第二尋常小学校（三山校）が設立され、平校は上宇川第一尋常小学校に改称、鞍内も第一尋常小学校の校区となった。1904年（明治37年）5月12日には上宇川第一尋常小学校に高等科の設置が認可された。
1905年（明治38年）4月には上宇川第二尋常小学校の校舎が新築され、1907年（明治40年）には虎杖尋常小学校に改称した。1911年（明治44年）8月には上宇川尋常小学校の新校舎が完成した。1921年（大正10年）には上宇川信用組合が設立され、上宇川尋常小学校に事務所が置かれている。1929年（昭和4年）の修学旅行は宮津であり、汽船（岩ヶ鼻-江尻）、天橋立鋼索鉄道（成相寺）、汽車（-峰山駅）などを移動に用いている。1933年（昭和8年）には校舎の増改築に入り、1934年（昭和9年）3月に竣工した。
1939年（昭和14年）3月には虎杖尋常小学校が廃止され、4月には上宇川尋常小学校に統合されて上宇川尋常小学校虎杖分校となった。1941年（昭和16年）には上宇川尋常小学校が上宇川国民学校に改称した。太平洋戦争の選挙区が悪化した1945年（昭和20年）8月には舞鶴市の中筋国民学校から児童39人が上宇川に学童疎開し、常徳寺を宿舎とした。
1947年（昭和22年）2月18日には上宇川国民学校で火災が発生した。3尺（約90センチ）の積雪があったためポンプの出動が難しく、全校舎が焼失したことから、しばらくは常徳寺や妙源寺などを仮教場として授業が行われた。1948年（昭和23年）11月15日には第1期工事で新校舎が竣工し、1949年（昭和24年）には第2期工事で講堂が落成、1951年（昭和26年）には第3期工事で南教室・玄関・渡り廊下が完成した。
1958年（昭和33年）11月6日には学校給食を開始した。1964年（昭和39年）4月には上宇川小学校から虎杖分校が独立し、鉄筋コンクリート造2階建て校舎を建設した。1974年（昭和49年）には創立100周年記念行事を開催した。1975年（昭和50年）3月には学校統廃合によって閉校となった。

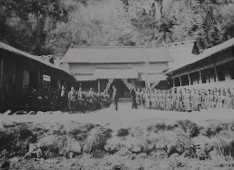
上宇川第一尋常小学校（1904年）
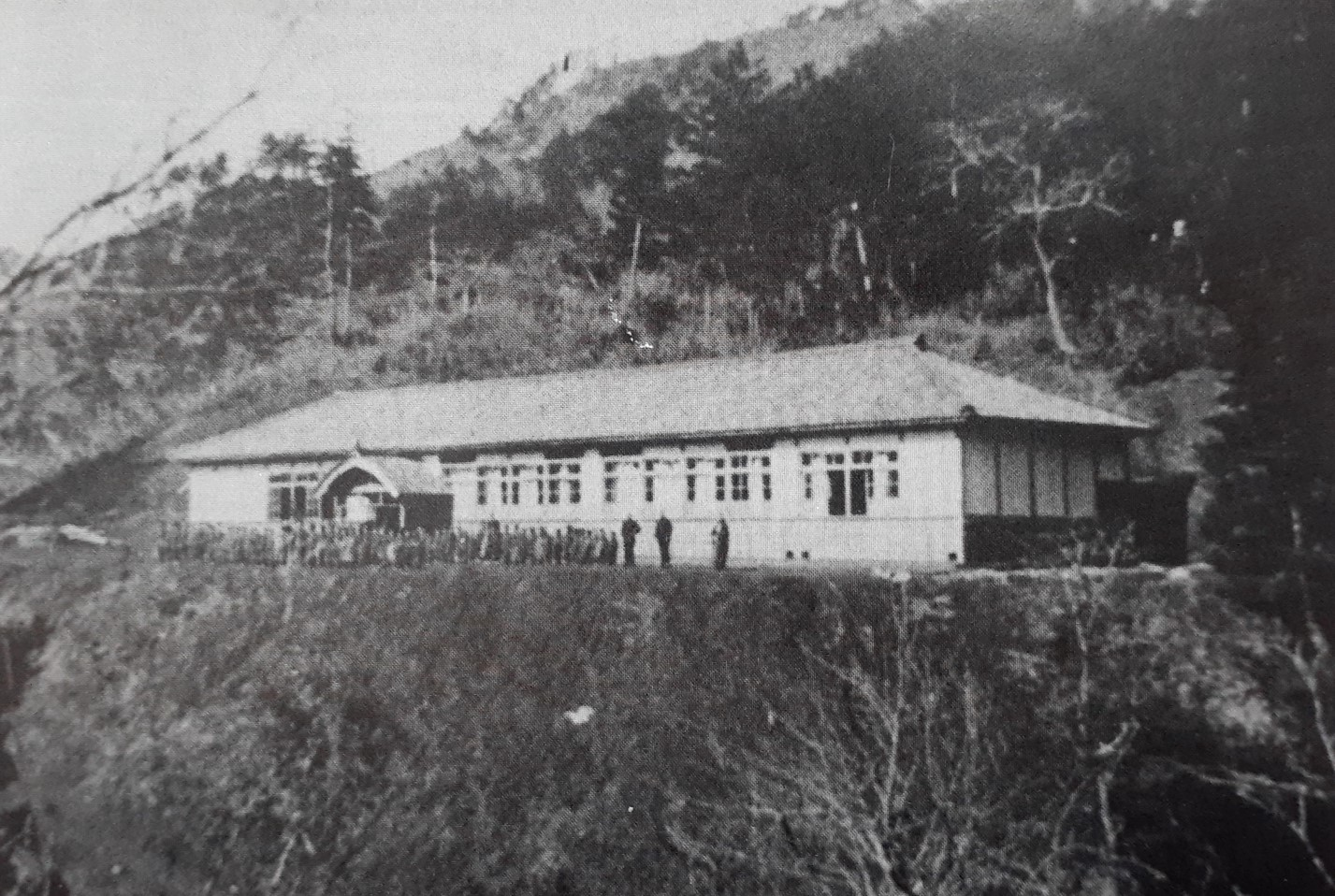
虎杖尋常小学校（1923年以前）

#### 下宇川小学校

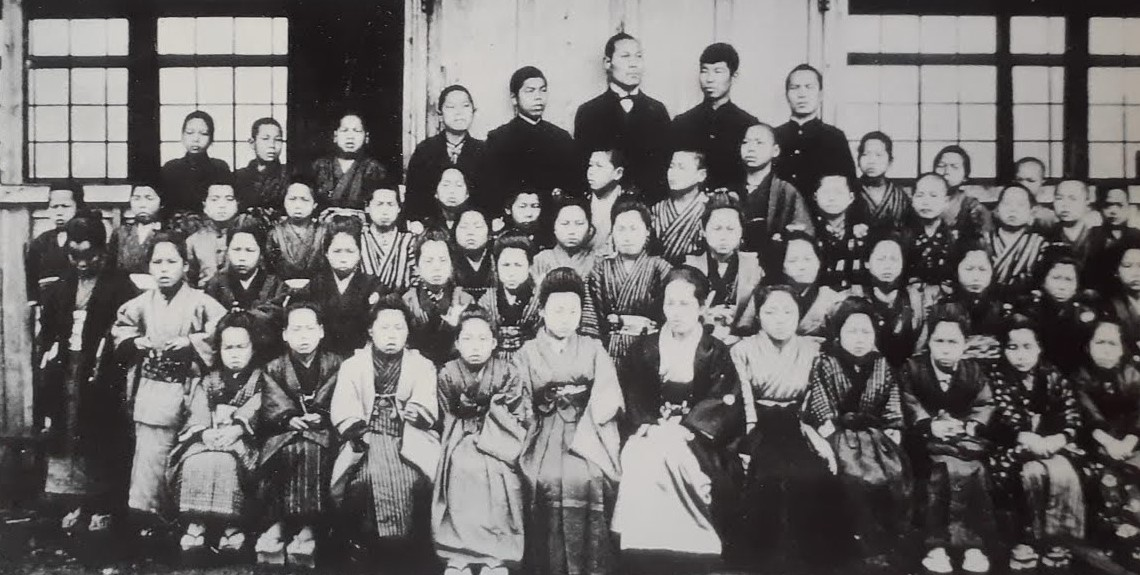
1906年の中浜尋常高等小学校

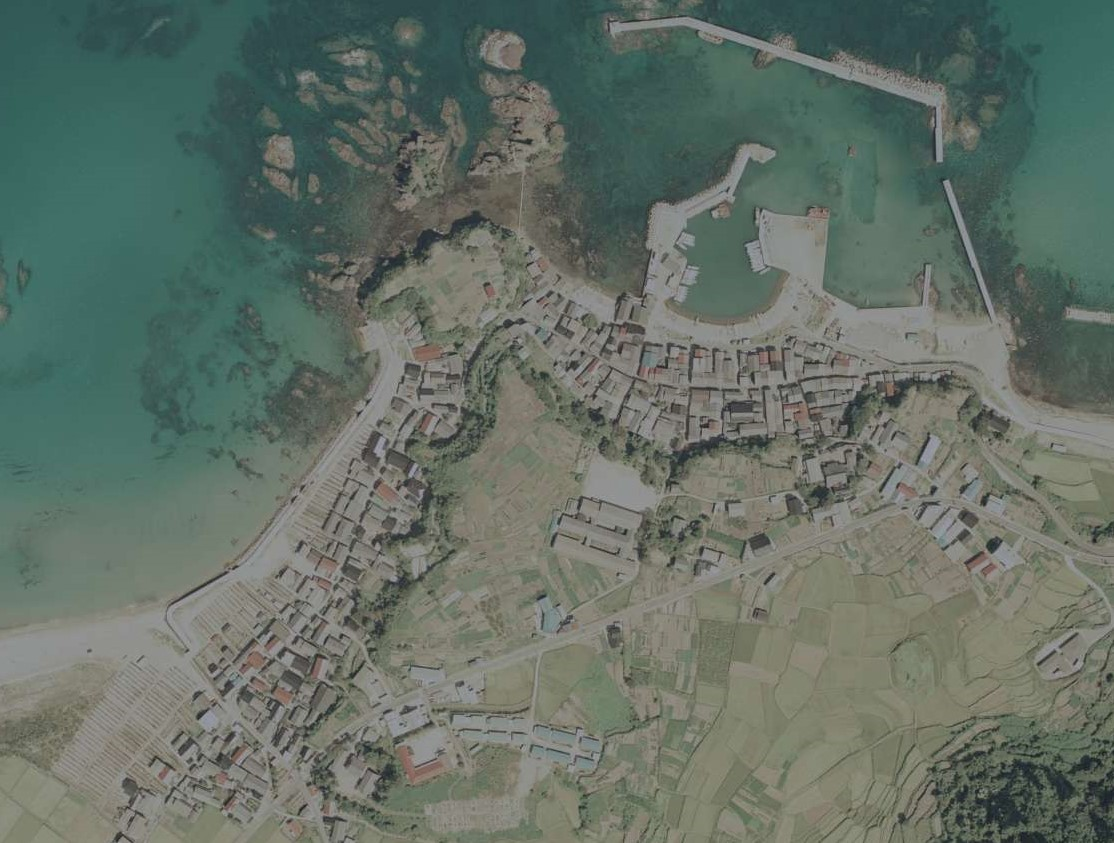
久僧・中浜と下宇川小学校（ほぼ中央）

1874年（明治7年）6月22日、上野・車野・久僧・中浜・谷内・上山を校区として、中浜の福聚院本堂及び観音堂で中浜校が開校した。1874年（明治8年）1月15日、袖志・尾和を校区として万福寺の一室に袖志校が開校した。1874年（明治8年）5月、上野・車野・谷内を校区として上野の清所宮境内の籠堂に分校が設置された。1875年（明治9年）には分校が成徳校に改称し、1878年（明治12年）には成徳校から鑑潮校に改称した。1877年（明治10年）には袖志の西端に袖志校の校舎が新築された。1877年（明治10年）1月には中浜校が中浜の浄念寺に移転し、1880年（明治13年）3月には久僧の松サキに校舎を新築して移転した。
1885年（明治18年）1月の宇川地域には袖志校・平校・中浜校・鞍内校の4校（分校含む）があり、中浜校を事務所として学務要員1人が置かれた。1886年（明治19年）には中浜尋常小学校に改称した。1894年（明治27年）7月には中浜尋常小学校に上宇川・下宇川2ケ村組合立宇川高等小学校が設置された。1904年（明治37年）5月には中浜尋常小学校に高等科が設置されて中浜尋常高等小学校に改称し、宇川高等小学校が廃止された。
1905年（明治38年）9月2日には中浜尋常小学校の新校舎が落成した。1907年（明治40年）7月には袖志尋常小学校の校舎が袖志宮の成に新築された。1923年（大正12年）には敷地が拡張され、1924年（大正13年）10月には屋内体操場・職員室・便所が竣工した。1925年（大正14年）4月には中浜尋常小学校と袖志尋常小学校が合併して下宇川尋常高等小学校が発足し、中浜尋常小学校が本校と、袖志尋常小学校が分教場となった。1926年（大正15年）12月20日には下宇川尋常高等小学校の新校舎が竣工した。
1945年（昭和20年）4月3日から終戦後の10月まで、京都市の葵国民学校から学童疎開を受け入れた。1953年（昭和28年）4月6日には袖志分校の校舎が改築された。1957年（昭和32年）6月22日には校歌が制定された。作曲は佐々木すぐる、作詞は下宇川小学校職員合作であり、1番の歌詞は「碇の峰から吹いてくる～」で始まる。1958年（昭和33年）11月には本校の完全給食が開始され、1962年（昭和37年）8月には袖志分校でも開始されている。
1975年（昭和50年）3月には学校統廃合によって閉校となった。

### 宇川小学校
1975年（昭和50年）4月、丹後町立上宇川小学校・下宇川小学校・下宇川小学校袖志分校・竹野小学校此代分校が統合され、丹後町立宇川小学校が開校した。開校当初は12学級・児童数296人・職員21人だった。丹後町上野の現在地に校舎を新築し、同年9月9日には宇川小学校の落成式が行われた。1976年（昭和51年）には飼育小屋と観察池が完成し、1977年（昭和52年）5月には野外照明施設が完成した。
1978年（昭和53年）9月には自校炊飯方式による週1回の米飯給食を開始し、1979年（昭和54年）9月には米飯給食を週2回とした。同年3月には戸根道生作詞・今西謙吉作曲による校歌が発表された。1982年（昭和57年）7月にはプールが完成した。
1984年（昭和59年）4月には学区が変更され、丹後町此代の児童は宇川小学校から竹野小学校に転校した。同年12月には開校10周年記念行事を開催した。1989年（平成元年）4月には障害児学級を開設した。1991年（平成3年）3月には丹後町立虎杖小学校が閉校し、宇川小学校に統合された。
2004年（平成16年）4月には丹後町・網野町・峰山町・弥栄町・大宮町・久美浜町が合併して京丹後市が発足し、京丹後市立宇川小学校に改称した。2005年（平成17年）4月には校舎と体育館の大規模改修が完了した。
2016年（平成28年）4月には宇川小学校・豊栄小学校・間人小学校・丹後中学校・丹後こども園・宇川保育所が小中一貫教育を開始し、「丹後学園」という名称が用いられるようになった。2019年（平成31年）3月には豊栄小学校が閉校となり、「丹後学園」を構成する施設は5施設となった。
2010年（平成22年）以後には京丹後市が小学校の統廃合を進めており、2021年（令和3年）には宇川小学校を統廃合の検討対象とする第2次学校再配置基本計画が京丹後市議会に提出される予定だった。住民有志によって「宇川小学校・統廃合を考える有志の会」が結成され、結論を急がないよう京丹後市に要望している。

## 学区

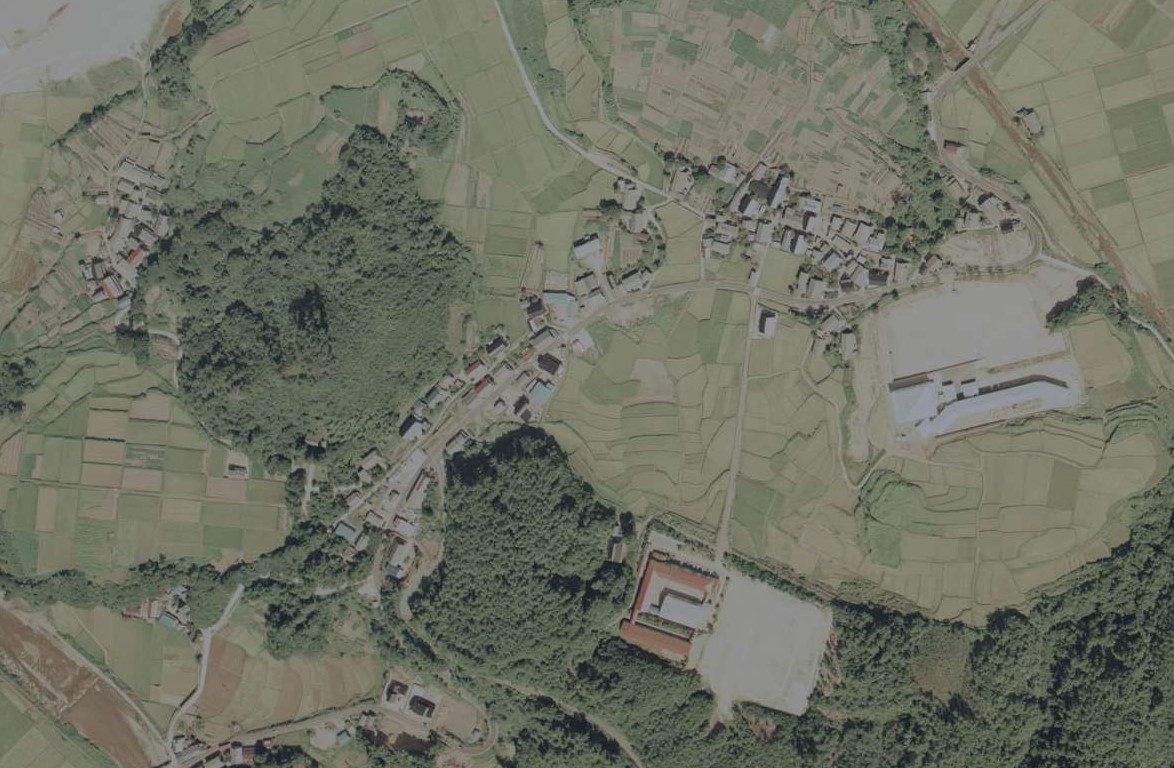
宇川小学校（中央右）と宇川中学校（中央下）

上宇川の6地区（平・井上・中野・畑・井谷・遠下・鞍内）、下宇川の7地区（袖志・尾和・中浜・久僧・上野・谷内・上山）を学区としている。遠方の児童は徒歩ではなくスクールバスや定期バスで通学している。最盛期の児童数は約300人だったが、近年は約50人となっている。学区内には航空自衛隊経ヶ岬分屯基地があり、隊員の転勤にともなう児童の転出入もある。
校舎は羽を広げた姿をモチーフとしており、どの教室からも日本海を見渡すことができる。宇川小学校の学区の海岸は山陰海岸国定公園に指定されており、小島が連続する景観は丹後松島と呼ばれている。
学区最東端の袖志には全国で5灯台にしか現存していない第1等フレネルレンズが稼働する経ヶ岬灯台があり、初点灯から120周年を迎えた2018年（令和元年）に宇川小学校の3～5年生児童で内部見学を行った。第八管区海上保安本部が一般公開期間以外で灯台内部を公開したのは初。
5年生は毎年上山で農作業体験を行っており、田植え、草取り、稲刈りなどの作業を手伝っている。

## 学区が隣接している学校
- 京丹後市立丹後小学校
- 京丹後市立弥栄小学校
- 伊根町立本庄小学校